# Spaniens MotoGP 2001
Spaniens MotoGP 2001 kördes den 6 maj på Circuito Permanente de Jerez.

## 500cc

### Slutresultat
| Plats | Förare              | Märke     | Grid | Kvaltid  |
| ----- | ------------------- | --------- | ---- | -------- |
| 1     | Valentino Rossi     | Honda     | 1    | 1.42,739 |
| 2     | Norifumi Abe        | Yamaha    | 3    | 1.42,234 |
| 3     | Àlex Crivillé       | Honda     | 12   | 1.44,018 |
| 4     | Shinya Nakano       | Yamaha    | 4    | 1.43,247 |
| 5     | Tohru Ukawa         | Honda     | 6    | 1.43,416 |
| 6     | Alex Barros         | Honda     | 7    | 1.43,592 |
| 7     | Kenny Roberts Jr.   | Suzuki    | 8    | 1.43,688 |
| 8     | Loris Capirossi     | Honda     | 2    | 1.43,132 |
| 9     | Garry McCoy         | Yamaha    | 11   | 1.43,980 |
| 10    | Sete Gibernau       | Suzuki    | 14   | 1.44,179 |
| 11    | Max Biaggi          | Yamaha    | 5    | 1.43,278 |
| 12    | Noriyuki Haga       | Yamaha    | 10   | 1.43,901 |
| 13    | Jurgen vd Goorbergh | Proton KR | 9    | 1.43,838 |
| 14    | Carlos Checa        | Yamaha    | 13   | 1.44,156 |
| 15    | Anthony West        | Honda     | 19   | 1.45,523 |
| 16    | Leon Haslam         | Honda     | 15   | 1.42,227 |
| 17    | Johan Stigefelt     | Honda     | 18   | 1.43,336 |
| 18    | Jay Vincent         | Pulse     | 22   | 1.46,264 |
| 19    | Mark Willis         | Pulse     | 24   | 1.48,220 |
| 20    | Chris Walker        | Honda     | 17   | 1.45,315 |
| 21    | José Luis Cardoso   | Yamaha    | 15   | 1.44,654 |
| 22    | Barry Veneman       | Honda     | 23   | 1.46,997 |
| 23    | Olivier Jacque      | Yamaha    | 20   | 1.45,633 |
| 24    | Haruchika Aoki      | Honda     | 21   | 1.45,734 |